# 里娅·塞顿
玛格丽特·里娅·塞顿（英語：Margaret Rhea Seddon，1947年11月8日—）曾是一位美国国家航空航天局的宇航员，执行过STS-51-D、STS-40以及STS-58任务。